# مایکل چیمینو
مایکل چیمینو (به انگلیسی: Michael Cimino) کارگردان، نویسنده، تهیه‌کننده و مؤلف آمریکایی بود که بیشتر به واسطه کارگردانی، تهیه‌کنندگی و نویسندگی مشترک فیلمنامهٔ فیلم برنده جایزه اسکار ۱۹۷۸، شکارچی گوزن که در مورد جنگ ویتنام ساخته شده بود و همین‌طور کارگردانی و فیلم‌نامه‌نویسی فیلم دروازه بهشت (۱۹۸۰) که با شکست تجاری سنگین روبرو گشت، در دنیای فیلم‌سازی شناخته می‌شد.

## بخشی از فیلم‌شناسی
| سال  | عنوان       | فروش        | توزیع                          |
| ---- | ----------- | ----------- | ------------------------------ |
| ۱۹۷۳ | نیروی مگنوم | $۳۹٬۷۶۸٬۰۰۰ | Co-writer                      |
| ۱۹۷۴ | رعد و برق   | $۲۱٬۷۰۰٬۰۰۰ | کارگردان/نویسنده               |
| ۱۹۷۸ | شکارچی گوزن | $۴۸٬۹۷۹٬۳۲۸ | کارگردان/Co-writer/Co-producer |
| ۱۹۷۹ | رز          | $۲۹٬۱۷۴٬۶۴۸ | نویسنده (uncredited)           |
| ۱۹۸۰ | دروازه بهشت | $۳٬۴۸۴٬۳۳۱  | کارگردان/نویسنده               |
| ۱۹۸۱ | سگ‌های جنگ   | $۵٬۴۸۴٬۱۳۲  | نویسنده (uncredited)           |